# ویلیام جویس
ویلیام جویس (انگلیسی: William Joyce؛ ۲۴ آوریل ۱۹۰۶ – ۳ ژانویهٔ ۱۹۴۶) یک سیاست‌مدار اهل بریتانیا بود.